# Pomme d'Or de Bratislava
Ne doit pas être confondu avec Pomme d'or.
La Pomme d'Or de Bratislava (ou Pomme d'Or BIB) (Golden Apple BIB en anglais) est un prix décerné à des illustrateurs lors de la Biennale d'illustration de Bratislava (BIB), biennale internationale se déroulant les années impaires à Bratislava en Slovaquie.
Durant la BIB, et depuis sa création en 1967, un jury international décerne trois prix aux meilleurs illustrateurs, pour leurs ouvrages jeunesse : Grand Prix BIB, Golden Apple BIB (Pomme d'Or de Bratislava) et Plaque BIB (Plaque d'Or de Bratislava ou Plaquette d'Or, selon les traductions françaises).
Lors de chaque BIB, plusieurs Pommes d'Or sont décernées.

## Historique
Depuis 1967, après 56 années et 28 éditions jusqu'en 2023, six illustrateurs français ont reçu la Pomme d'Or ; quatre illustrateurs suisses, et trois illustrateurs belges.

## Lauréats

### Quelques lauréats, de 1967 à 2011
- 1967 :
  -  Leo Lionni pour Pilotin

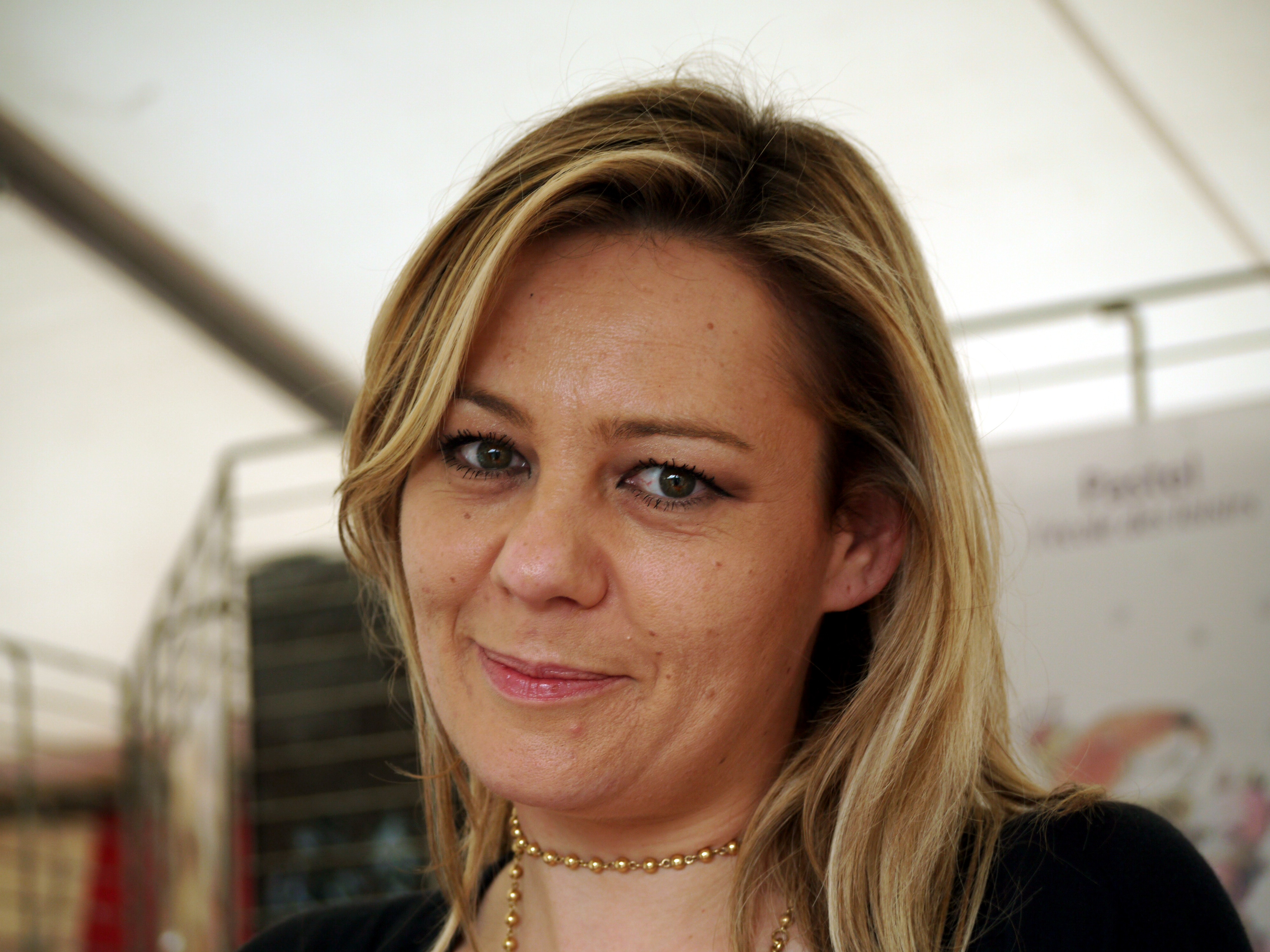
La Française Isabelle Chatellard, récompensée en 1997.

  -  Werner Klemke pour Ferdinand der Stier (texte de Munro Leaf)
- 1971 : 
  -  Binette Schroeder pour Lupinchen (Fleur-de-Lupin)
  -  Noureddin Zarrinkelk pour The crows (texte de Nader Ebrahimi)
- 1973 : 
  -  Klaus Ensikat pour Die Hochzeit des Pfaus (Le mariage du paon) (texte de Alfred Könner)
  -  Farshid Mesghali pour Arash the Bowman (texte de S. Kasra)
  -  Manuel Boix pour El Cangrejo de Oro (texte de Olga Cotovad)
- 1975 :  René Hausman pour Bestiaire insolite (Dupuis)
- 1977 :  Mitsumasa Anno pour The A-I-U-E-O Book
- 1979 : 
  -  Adolf Born pour Akadémia pána Machuľu (texte de Jan Brzechwa)
  -  Mitsumasa Anno pour Le jour suivant...
- 1983 :  Květa Pacovská pour Pimpilim pampam (texte de Josef Hanzlík)
- 1985 :
  -  Roberto Innocenti pour  Rose blanche (texte de Christophe Gallaz)
  -  Lisbeth Zwerger pour  Der selbstsüchtige Riese (texte de Oscar Wilde)
- 1991 : 
  -  André Dahan pour Hélico et l'iceberg (Gallimard)
  -  Roberto Innocenti pour  Un chant de Noël (texte de Charles Dickens)
  -  Klaus Ensikat pour Jeder nach seiner Art (texte de Hoffman von Fallersleben)
  -  John A. Rowe pour La Ritournelle du petit Père Kangourou (texte de Rudyard Kipling)
- 1993 :
  -  Anne Brouillard pour Le Sourire du loup (Dessain)
  -  Pierre Pratt pour Follow that hat! (Léon sans son chapeau) (Annick Press)
  -  Lisbeth Zwerger pour   Der zwerg Nase (texte de Wilhelm Hauff)
- 1995 :
  -  Les Chats Pelés (collectif d'artistes, pour Vive la musique (Seuil Jeunesse)
  -  Louis Joos pour Eva ou le pays des fleurs (texte de Rascal) (L'Ecole des loisirs) et pour Nemo et le volcan (texte de Carl Norac) (l’Ecole des loisirs)
- 1997 : 
  -  Isabelle Chatellard pour Les Chocottes (texte Olivier Douzou) (Rouergue) et pour Olivia à Paris (texte de Rascal) (L'Ecole des loisirs)
  -  Susanne Janssen pour Le pari aux trois colères (texte de Italo Calvino) et pour Die Prinzessin mit dem dicken Po, texte de Armando
- 1999 :  Albertine Zullo[1] pour Marta et la bicyclette (texte de Germano Zullo) (La Joie de lire)
- 2003 : 
  -  Armin Greder[2] pour Die Insel: eine tägliche Geschichte et pour An ordinary day (texte de Libby Gleeson) (Scholastic Press)
  -  Chiara Carrer[3] pour A qui la faute ? (texte de Marco Carrara)
  -  Michael Dudok de Wit pour Vader en Dochter
- 2005 :  Sara pour Révolution (Seuil Jeunesse) et pour À quai (Seuil jeunesse)
- 2011 : 
  -  Janik Coat pour Mon hippopotame (Autrement) et pour La Surprise (éditions MeMo)
  -  Yoo Ju Yeon, avec un poème de Kza Han pour Un jour (traduction française : éditions MeMo)

### Lauréats, depuis 2013
- 2013 :
  - Bird in the cloud de Rong Yu (Chine)
  - Can you hear that sound ? de Nobuhiko Haijima (Japon)
  - White cat, black cat de Chiki Kikuchi (Japon)
  - Monsieur Papa et les 100 gouttes d’eau de Noh In-Kyung (Corée du sud)
  - Reading, compliment and praise the book's reading pleasure de Irma Bastida Herrera (Mexique)
- 2015 :
  - Yellow and I de Miroco Machiko (Japon)
  - Frankenstein de Elena Odriozola  Espagne
  - Bird in cage de Javier Zabala  Espagne
  - La nuit quand je dors...  de Ronald Curchod[2]  Suisse
  - Braid de Bingchun Huang (Chine)
- 2017 :
  - Daniela Olejníková (Slovakia) pour Hávedník (texte Jiří Dvořák)
  - Narges Mohammadi[4] (Iran) pour Man yek gavazn bodam (I was a deer) (texte de Ahmad Akbarpour)
  - Ana Desnitskaya (Russia) pour Istorija staroj kvartiry (texte de Alexandra Litvina)
  - Maki Arai (Japan) pour Tanpopo
  - Ji-min Kim (South Korea) pour Hydewa na (Hyde and Seek).
- 2019 :
  - Janis Blanks (Lettonie) pour Mole Cricket
  - Soonjung Myung[5] (Corée du Sud) pour The skirt that spreads to the end of the world
  - Anton Lomaev (Russie) pour Lullaby for a small pirate
  - Wen Dee Tan (Malaisie) pour Circus of monsters
  - Chengliang Zhu (Chine) pour Don't let the sun fall
- 2021 :
  - Myung Ae Lee (Corée du Sud) pour Tomorrow Will Be a Sunny Day
  - Amanda Mijangos, Armando Fonseca, Juan Palomino (Mexique) pour The Sea
  - Sylvie Bello  France pour The First Snow
  - Anna Kendel et Varvara Kendel (Russie) pour To the North, Our Earth Breathes
  - Chao Zhang (Chine) pour Poetry and Painting Collection, Story of Grandma´s Snowflower
- 2023 :
  - Anete Bajāre-Babčuka (Lettonie) pour Divas Almas (texte Inese Zandere)
  - Xunru Chen (Chine) pour Niu wang jie: Bull King Festival (texte Sulan Tang)
  - Maeva Rubli  Suisse pour Face à face[6], texte d'Anisa Alrefaei Roomieh
  - Maya Shleifer (Israël) pour Bayt anak: Giant Home
  - Daniel Torrent  Espagne pour Viajes en trenes de primera clase